# Javier Baraja
Javier Baraja Vegas [chavijer baracha] (* 24. srpna 1980, Valladolid, Španělsko) je bývalý španělský fotbalový záložník nebo střední obránce (stoper).
Jeho starším bratrem je Rubén Baraja, rovněž fotbalista.

## Klubová kariéra
Baraja hrál v Realu Valladolid, v Getafe CF a v rezervě Málagy.